# Favonius daisenensis
Favonius daisenensis är en fjärilsart som beskrevs av Tanaka 1948. Favonius daisenensis ingår i släktet Favonius och familjen juvelvingar. Inga underarter finns listade i Catalogue of Life.